# Naâma
Naâma (em árabe: النــعـامـة) é uma comuna da Argélia e a capital da província homônima. De acordo com o censo de 2008, a população total da cidade era de 16 251 habitantes.